# Sköldmöja
Sköldmöja (Ranunculus peltatus) är en art i familjen ranunkelväxter och förekommer naturligt från Europa till västra Asien och Nordafrika.
Sköldmöja kan förväxlas med vattenmöja (R. aquatilis) men den senare har kortare blomskaft och flytblad med smal inskärning.

## Underarter
- subsp. peltatus - har talrika flytblad, grönaktig stjälk, gleshåriga bladslidor, rundat nektarfjäll, hårigt fruktfäste, samt håriga frukter utan vingkant.

- vitstjälksmöja (subsp. baudotii) skiljs genom benvit stjälk som oftast saknar flytblad, kala bladslidor, månformat nektarfjäll, kalt fruktfäste, samt kala frukter med smal vingkant. Vissa källor erkänner underarten som egen art (R. baudotii).

- subsp. fucoides

## Synonymer
Andra svenska namn är sköldbladsmöja, grodnate och sköldranunkel.
För vetenskapliga synonymer, se Wikispecies.